# 大林寺 (松原市)
大林寺（だいりんじ）は、大阪府松原市にある融通念仏宗の寺院。山号は布忍山。河内西国霊場第5番札所。

## 歴史
大林寺の元となる寺院は堺市美原区大饗にあったが、明治初年に廃寺となった。また、奈良時代からの歴史を有するという布忍寺は弘安年間に中興された際に創建した永興律師にちなんで永興寺と改名されたが、1873年（明治6年）に廃仏毀釈により廃寺となった。さらに、現在の大林寺の地には念仏寺という寺院が存在したが、同様に明治初年に廃寺となった。そして1878年（明治11年）念仏寺の跡に大林寺が移転・再興され、永興寺に伝わった木造十一面観音立像をはじめとする什物が引き継がれた。永興寺の本堂は柏原市の壺井寺の本堂として移築された。

## 境内
- 本堂 - 本尊・阿弥陀如来像
- 大聖歓喜天堂

## 文化財
- 木造 十一面観音立像 - 平安時代後期（松原市指定有形文化財）[1]

## 札所
河内西国霊場
4 龍雲寺　--　5 大林寺　--　6 法雲寺

## 交通
- 近鉄南大阪線 布忍駅下車、徒歩5分

## 周辺情報
- 布忍神社